# 沖縄キリスト教学院大学
沖縄キリスト教学院大学（おきなわキリストきょうがくいんだいがく、英語: Okinawa Christian University）は、沖縄県中頭郡西原町字翁長777番地に本部を置く日本の私立大学。2004年創立、2004年大学設置。大学の略称は沖キリもしくはキリ学。

沖縄キリスト教短期大学を元に設置された。このため、当大学についても短期大学の略称である「キリ短」と呼ばれることも多い。
当大学はキリスト教（プロテスタント）の教えを建学の精神としている。

## 沿革
- 1957年4月 沖縄キリスト教団により沖縄キリスト教学院創設（代表者 仲里朝章牧師、設置場所 沖縄キリスト教団首里教会）
- 1957年11月 各種学校として認可される
- 1959年3月 財団法人沖縄キリスト教学院設立認可

仲里朝章牧師初代理事長兼学長に就任
- 1966年5月 キリスト教学校教育同盟に準加盟
- 1967年6月 財団法人沖縄キリスト教学院から学校法人沖縄キリスト教学院へ組織変更認可
- 1969年5月 キリスト教学校教育同盟に正式加盟
- 2003年11月 大学設置認可
- 2004年4月 沖縄キリスト教学院大学人文学部英語コミュニケーション学科開学

初代学長に神山繁實教授が就任
初代人文学部長にRandolph H.Thrasher教授が就任
- 2007年12月 沖縄キリスト教学院大学大学院設置認可
- 2008年4月 大学院開学

異文化コミュニケーション学研究科異文化コミュニケーション学専攻
初代研究科長にRandolph H.Thrasher教授が就任
- 2009年4月 沖縄キリスト教学院創立50周年記念SHALOM会館供用開始
- 2022年3月 ユニオン・中庭を改修・刷新

## 学部・大学院
学部
- 人文学部
  - 英語コミュニケーション学科
  - 観光文化学科（2024年4月開設）

大学院
- 異文化コミュニケーション学研究科
  - 異文化コミュニケーション学専攻

## 大学関係者
学長
- 神山繁實（初代）
- Randolph H. Thrasher（第2代）
- 神山繁實（現在）

## 交通
路線バス
- 97番・琉大（首里）線（那覇バス）に乗車し、キリスト教短大入口バス停下車、徒歩約5分。

## 対外関係

### 国際学術交流協定校
- カピオラニコミュニティカレッジ（英語版）（アメリカ・アイオワ州・スー郡・オレンジシティ (アイオワ州)）
- ポートランド・コミュニティ・カレッジ（アメリカ・オレゴン州・ポートランド）
- カウアイ・コミュニティ・カレッジ（英語版）（アメリカ・ハワイ州・カウアイ郡）
- カピオラニコミュニティカレッジ（英語版）（アメリカ・ハワイ州・ホノルル）
- 長栄大学 （台湾・台南市）
- 華中師範大学 （中国・湖北省・武漢市）
- 深圳大学 （中国・広東省・深圳市）